# أباشا
أباشا Abasha مدينة تقع في غرب جورجيا، يبلغ تعداد سكانها حوالي 6400. وتقع بين نهري أباشا ونوغيلا، وترتفع 23 مترا فوق مستوى سطح البحر، وتقع على بعد 283 كم إلى الغرب من العاصمة الجورجية تبليسي.
وتعتبر من المدن الصغيرة حيث لا يزيد تعداد سكانها عن 6400 وذلك عام 2002. وتتميز بجمال الطبيعة حولها، حيث الأنهار والأشجار والمروج.

## أعلام
- جورجي كفيلتايا